# 八戸市立青潮小学校
八戸市立青潮小学校（はちのへしりつ せいちょうしょうがっこう）は、青森県八戸市湊町にある公立小学校。

## 沿革
- 1960年（昭和35年）
  - 3月29日 - 湊小学校分校校舎第一期工事として、校舎新築（1353㎡）。
  - 5月1日 - 湊小学校の第4学年児童455名を収容し、9学級編成で授業を開始する。
- 1962年（昭和37年）4月1日 - 湊小学校分校が八戸市立青潮小学校として独立し、18学級で開校する。
- 1964年（昭和39年）3月30日 - 体育館落成。
- 1965年（昭和40年）1月6日 - 校庭並びに中庭に庭園を造成し、完成する。
- 1967年（昭和42年）6月26日 - 留守家庭児童会（青潮仲良し会）開設。
- 1969年（昭和44年）1月10日 - 校歌制定。
- 1972年（昭和47年）6月2日 - 創立10周年ならびに増築校舎落成記念式典挙行。記念事業実施。
- 1974年（昭和49年）8月12日 - プール落成（5コース）。
- 1982年（昭和52年）
  - 3月14日 - 排水工事完成。
  - 7月 - 創立15周年記念として図書館開設ならびに管楽器等購入。
- 1981年（昭和56年）7月7日 - 創立20周年ならびに校舎増築完成記念式典を挙行。
- 1982年（昭和57年）10月 - 校庭東側のフェンス張り及び通用門設備工事と校庭通学路舗装工事が完成。
- 1989年（平成元年）2月28日 - 体育館改築落成記念式典を挙行。
- 1991年（平成3年）1月31日 - 門柱及び門扉を設置。
- 1992年（平成4年）10月30日 - 創立30周年記念式典を挙行。
- 1994年（平成6年）12月28日 - 21時19分頃に発生した三陸はるか沖地震により校舎被災。
- 1995年（平成7年）1月7日 - 7時37分頃に発生した三陸はるか沖地震の余震により校舎被災。
- 1997年（平成9年）7月3日 - 新校舎工事始まる。
- 1998年（平成10年）11月26日 - 新校舎落成記念式典挙行。
- 2002年（平成14年）10月29日 - 創立40周年記念式典を挙行。
- 2003年（平成15年）8月10日 - PTAによる奉仕作業で遊具設置。
- 2004年（平成16年）6月21日 -  PTA予算によりプールポンプ室改築及び更衣室設備。
- 2005年（平成17年）
  - 6月15日 - PTA予算によりプール水槽内全面塗装及びプールサイドに人工芝貼り付け。
  - 7月1日 -  PTA予算より部活小屋を新しく設置。
- 2006年（平成18年)
  - 4月14日 - 小校庭に鉄棒8欄設置（PTA）。
  - 5月28日 - PTAより、防犯カメラ設置（小校庭・廊下・玄関2か所）。
- 2010年（平成22年）8月23日 - 体育館屋根工事完了。
- 2011年（平成23年）
  - 3月11日 - 14時46分頃に発生した東日本大震災により、引き取り下校。また、停電が13日まで続いた。
  - 3月14日 - 東日本大震災により、15日まで臨時休校の措置を採った。
- 2012年（平成24年）
  - 4月1日 - 知的障害特別支援学級「さくら学級」開設。
  - 5月19日 - 創立50周年記念大運動会を開催し、全校で青潮音頭を披露。
  - 11月9日 - 学校創立50周年記念式典挙行。
- 2015年（平成27年）12月7日 - PTAで除雪機購入。
- 2016年（平成28年）2月17日 - 体育館非建築部材耐震工事完了。
- 2017年（平成29年）4月1日 - 学校創立55周年。
- 2022年（令和4年）10月15日 - 創立60周年記念学習発表会開催[1]。

## アクセス
- JR東日本八戸線陸奥湊駅から、車で約1.5km・約3分、徒歩で約1.1km・約17分（最短ルートを行った場合）。
- なお、近くには、路線バス停留所は無く、「光星高校前」・「セメント前」・「ホロキ長根」の各バス停下車後、徒歩移動。

## 周辺
- 住宅など